# Adolf Martens
Adolf Karl Gottfried Martens (6 de março de 1850 — 24 de julho de 1914) foi um metalurgista alemão.
De seu nome é derivada a estrutura do aço martensita.

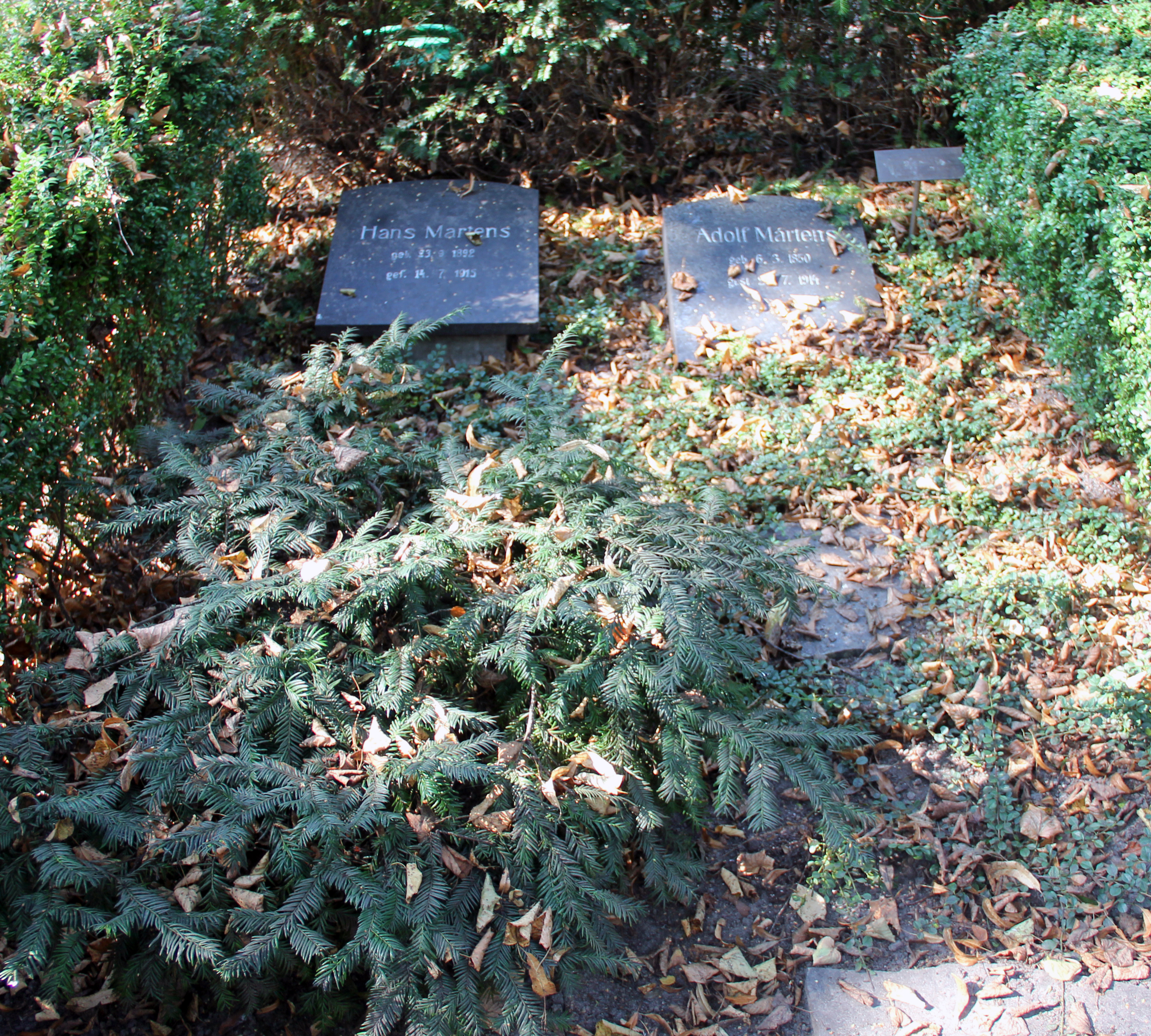
Sepultura, Königin-Luise-Straße 55, no Cemitério de Dahlem

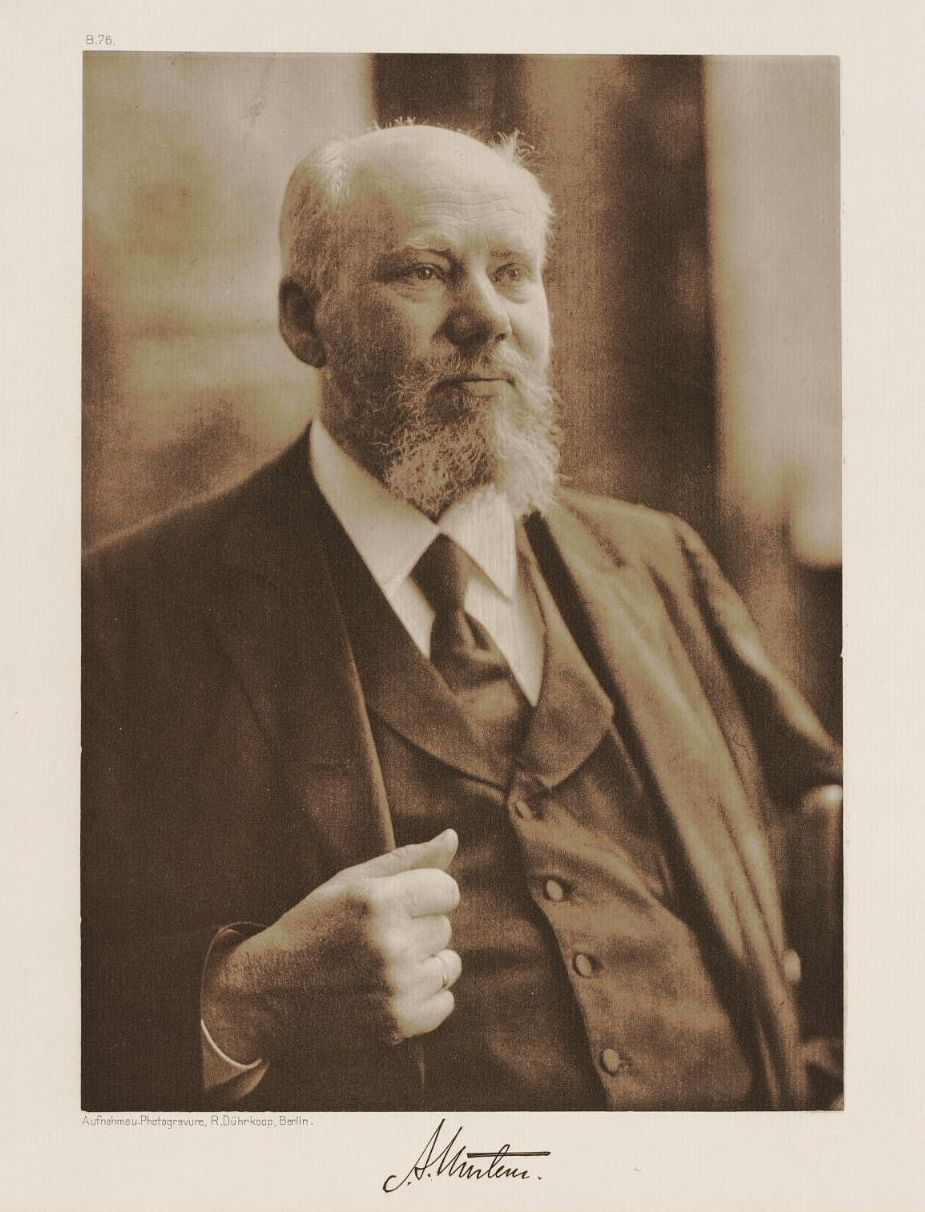
Adolf Martens, 1907, foto por Rudolf Dührkoop

Está sepultado no Cemitério de Dahlem.